# Colico
Colico (Còlech in dialetto comasco, AFI: [ˈkɔːlik] o [ˈkɔːlek]) è un comune italiano di 8 226 abitanti della provincia di Lecco in Lombardia.
Il paese è attraversato dalla SS 36 del Lago di Como e dello Spluga, che collega Milano e la Brianza con il Lario e la Valchiavenna.
Da Colico si raggiunge la Valtellina percorrendo la SS 38 dello Stelvio. Sempre da Colico parte il  Sentiero Valtellina 'Ciclovia dell'Adda BI 17', una pista ciclopedonale che unisce la cittadina con Bormio (So).

La cittadina è una località lacustre di villeggiatura con buone strutture ricettive molto frequentata durante la stagione estiva e possiede un'ampia area artigianale-industriale che si è sviluppata molto nell"ultimo ventennio. Rappresenta il centro più importante dell'Alto Lario.

Negli anni 2006 e 2008 ha ospitato la tappa italiana della Coppa del Mondo di kitesurfing.
È il decimo comune della provincia di Lecco per numero di abitanti, il secondo (dopo Mandello del Lario) fra quelli posti a nord del capoluogo.

## Geografia fisica

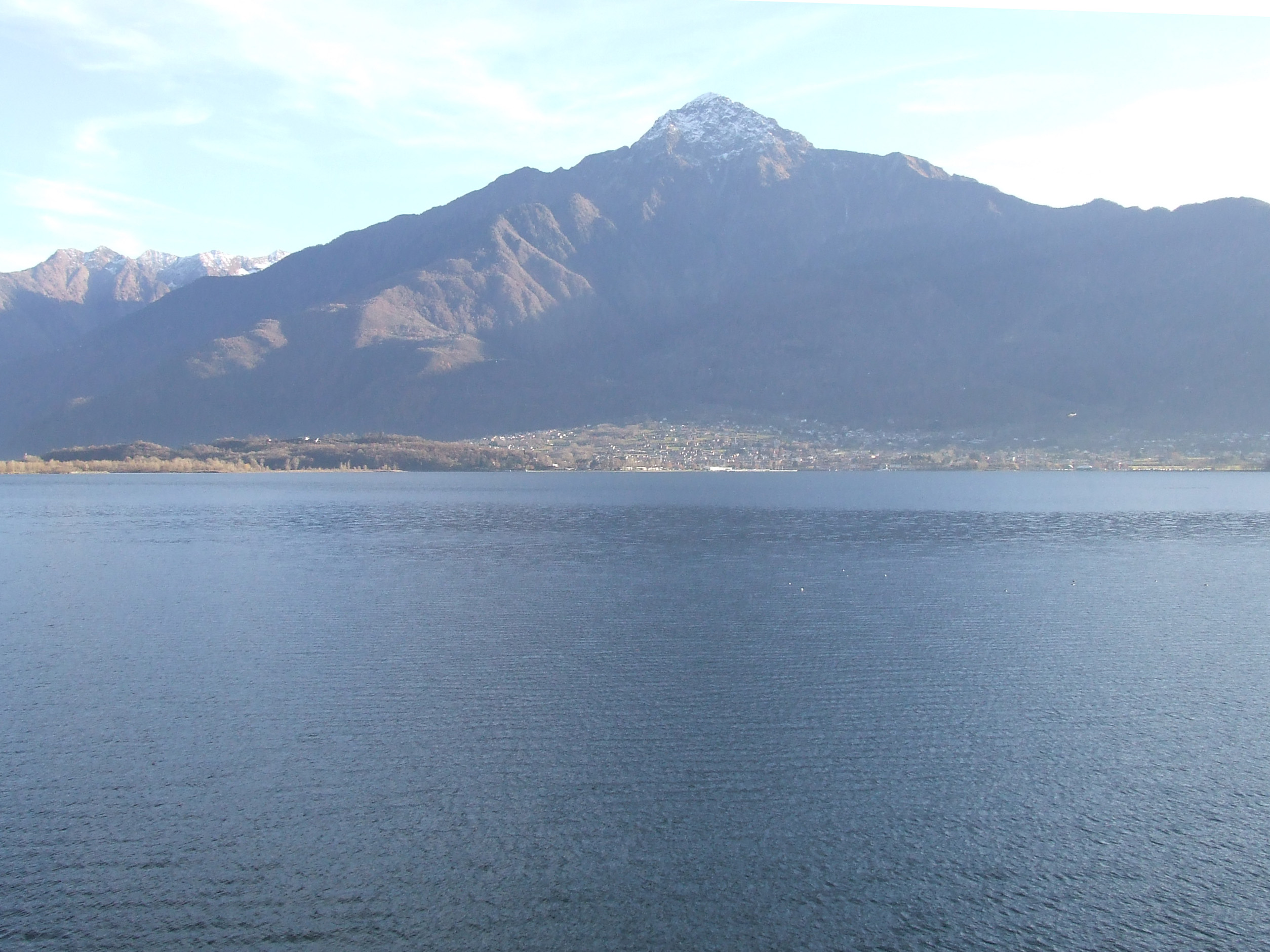
Vista di Colico dalla sponda occidentale del Lario

Colico è l'ultima località della sponda orientale del lago di Como, dominata dall'imponenza del Monte Legnone, che con i suoi 2609 metri è la montagna più alta della provincia di Lecco e infatti appartiene al complesso alpino delle Orobie, mentre il resto del territorio lecchese viene considerato appartenente all'area prealpina. Anche il Monte Legnoncino con i suoi 1714 m è parte importante del panorama colichese. Nelle vicinanze di Colico si trova la Riserva Naturale del Pian di Spagna, corridoio di migrazione per l'avifauna Pian di Spagna, appartenente alla Provincia di Como. I tre principali corsi d'acqua di Colico sono il torrente Inganna, il torrente Perlino e la valle della Merla. Il canale rettificato del fiume Adda fa da confine naturale con la Provincia di Como.
Caratteristici nel paesaggio di Colico sono i quattro montecchi (Montecchio nord, sud, del forte di Fuentes e di Piona- Olgiasca), piccole colline che si elevano in corrispondenza del lago sopra i depositi alluvionali della conoide coalescente formata dai torrenti Inganna e Perlino;  Colico è anche chiamata "Città dei montecchi".

## Origini del nome
Sull'origine del nome "Colico" vi sono ancora diverse ipotesi. Carlo Castelli, all'interno del suo libro "Giano ragionato", riconduce l'etimologia al verbo latino "colligere", "radunare", anche se fin da subito essa è stata scartata. Una seconda spiegazione riporta l'origine ad una precisa posizione geografica, ovvero "caput lacus", "in capo al lago", ed è questa una delle ipotesi più accreditate. Un'altra teoria riporta al sostantivo latino "collis", ed è illustrabile osservando la presenza dei quattro montecchi (e del cosiddetto "Monteggiolo") entro i cui limiti è sorta la città. Il nome di Colico citato Colek su alcune antiche carte potrebbe infine derivare dal termine latino collis e dal termine celtico lek-leuca per indicare una tappa, una località di sosta nei viaggi.

## Storia
Data la posizione a cavallo di due valli (Valtellina e Valchiavenna) e del Lago di Como fin dall'antichità la zona di Colico doveva essere centro di un fiorente stanziamento di abitanti.
A testimoniare tale fatto restano i numerosi massi cupelliformi esistenti nella plaga, il più interessante dei quali è il sasso detto Comballo (la barca), che si trova nella gola della Garavina ad ovest del confine tra il comune di Colico e quello di Dorio, in vicinanza della strada provinciale. Il comballo è un sasso a forma di barca con centinaia di incisioni cupelliformi di varie dimensioni e forme.
Altri massi cuppelliformi sono stati ritrovati sul Montecchio di Fuentes, dove sono stati riportati alla luce anche i seguenti utensili in pietra: un raschiatoio, una rondella con foro ellettico e una pietra molare.
Similmente sono state ritrovate nel territorio scuri di pietra e manufatti di rame e bronzo (scure, pugnali e spade). Alcuni di questi reperti si trovano al Museo di Como e del Paradiso di Chiavenna. Questi oggetti testimoniano che a Colico era presente una popolazione dedita alla pastorizia, all'agricoltura, ai commerci e alla pesca.
I primi insediamenti di Colico in età Neolitica hanno lasciate tracce sul Montecchio Nord, dove veniva estratto il rame.

### Preistoria
Le prime popolazioni che giunsero nell'Alto Lago arrivarono non prima del Neolitico; si tratta dei Liguri, dei Celti e dei Galli. I primi, chiamati più precisamente "Liguri alpini", lasciarono a Colico (e in generale a tutto il nord Italia) diversi toponimi con suffisso in "asca", "asco". Chiaro esempio è la località Tennasco, o ancora la vicina Perdonasco situata nel comune di Dorio.
Nella toponomastica a ricordo di popolazioni celtiche che abitavano nella regione, in luogo si hanno i nomi Montecchio (dal termine latino Mons e da quello celtico di tecchia-tegia-luogo recintato e munito di tetto) e forse in Colico - dal termine latino collis e lek-leuca (Colek è citato il nome di Colico su alcune antiche carte) per tappa, località di sosta nei viaggi. Il termine lek-leuca si ritrova anche nel torrente Lesina (Leucina-Lecina) che ora si getta nell'Adda a Delebio e che anticamente invece come è provato da documenti scorreva alle falde del Monte Legnone fino al territorio di Colico e da qui al lago.
Ai primi abitatori succedettero gli Insubri e i Comensi, che in realtà si sovrapposero alle popolazioni già presenti. Dei successivi, gli Etruschi, ci rimane un interessante reperto storico, ritrovato nel 1879 sulla Strada Regina durante alcuni lavori di ampliamento: si tratta di un vaso di terracotta sul quale è incisa la parola etrusca "kut", "vaso". Infine, sopraggiunsero i Reti, identificati dai Romani come gli abitanti a nord della Pianura Padana.

### I primi anni dell'epoca romana
Nel 46 d.C., secondo la Tabula Clesiana, il municipium di Como si era esteso sino alla Valchiavenna e alla Val Bregaglia, coprendo dunque anche il territorio colichese.
Tracce cospicue della dominazione romana si hanno in un sepolcreto trovato vicino al Trivio Fuentes nel 1848 nello scavo dell'alveo del fiume Adda, cento metri a monte del ponte sulla SS36, in due cippi marmorei trovati nel Pian di Spagna in uno dei quali si citano gli "ANEUNIATES" come abitanti della zona, nelle tracce di selciato di strada in vicinanza del sepolcreto, in frammenti di una lapide trovata ad Olgiasca e in alcune monete romane affiorate in occasione di scavi.
Lungo sarebbe enumerare i molti nomi della toponomastica di Colico aventi origine in questo periodo, come il toponimo "Centoplagio" (utilizzato per l'attuale frazione di Laghetto), che richiama alla centuriazione e dunque all'assegnazione delle terre ai coloni.

### I Romani nei primi secoli dopo Cristo
La latinizzazione dell'Alto Lago avvenne tra il I e il III secolo d.C. Un'epigrafe riguardante il vicino borgo di Olonio riporta l'esistenza di decurioni, cioè uomini aventi il diritto di partecipare alle riunioni e alle decisioni del Municipio di Como. Ma il primo fatto di notevole importanza riconducibile a Colico (seppur non completamente accertato e riportato dallo storico seicentesco Primo Tatti nei suoi Annali) risale al III secolo, nel quale il martire San Fedele, già evaso dal carcere milanese in cui era stato rinchiuso dall'imperatore Massimiano per la professione della fede cristiana, sbarcò al Laghetto di Piona (località facente parte della frazione di Laghetto) e da lì raggiunse Samolaco a piedi, dove venne catturato e giustiziato. Per questo motivo gli abitanti della frazione avrebbero dedicato a San Fedele la chiesa della frazione. Da Colico, in epoca romana, passava la via Spluga, strada romana che metteva in comunicazione Milano con Lindau passando dal passo dello Spluga.
All'epoca romana risale anche una prima bonifica del Pian di Spagna, così come la costruzione di un castrum sui montecchi.

### IV-V secolo: il Paganesimo persiste
Nonostante la diffusione del Cristianesimo, l’Alto Lago conserverà ancora per decenni segni di paganesimo: risale al 1966, durante un riordino del pavimento della chiesa dell’Abbazia di Piona, il rinvenimento di un’urna-ossario (fine V - inizio VI secolo) dedicata dalla madre alla giovane figlia Festina. La conferma giunge con la testimonianza del vescovo di Como Agrippino, che nel 618-620 giunge in visita al monastero e fa costruire una chiesa dedicata a Santa Giustina. Il fatto è a sua volta verificato da un cippo lapidario conservato nel monastero.

### Secoli VI-X: Goti, Longobardi e Carolingi
Tra i secoli VI e VIII avvengono le invasioni barbariche con i Goti e i Longobardi, ma non ci giungono, ad eccezione della vicenda già riportata di Agrippino, informazioni di rilievo. Nel IX secolo inizia l’epoca carolingia, e risale all’879 un documento nel quale è riportato il “Lineone”, oggi Legnone, monte ai cui piedi sorge l’intera Colico. Fino ad allora era noto con il nome di “Tricuspide”.
Primo documento di grande rilevanza, opera di un certo Adelardo, è datato 905 e cita le località che formavano (e formano) la frazione di Centoplagio, ora Laghetto: Corte, ovvero “spazio chiuso con casa padronale e un certo numero di cascine per i lavoratori terrieri dipendenti”, e Logasc, ovvero la parte bassa affacciata sul lago oggi denominata “Laghetto di Piona” o più semplicemente “Piona”. Occorre ricordare che l’Abbazia di Piona non si trova qui, ma nella frazione di Olgiasca.
Di ancor più grande importanza uno scritto del 931, che parla di alcuni possessi a Collogo, in località Ponte (oggi Pontèe), ovvero tra il centro vero e proprio e via Bacco: un certo Riprando di Basilicaduce, figlio di Inderado, dona ai preti, diaconi e chierici della Chiesa di Gravedona (dalla cui Pieve dipendeva allora Colico) i suoi terreni, in memoria della sua defunta madre.
Nel 983, inoltre, tale Ariberto Busca sale da Como a Cosio; si tratta di un rappresentante di un signore feudatario che ordina la costruzione di alcuni castelli, tra i quali uno sul Montecchio nord (a cui sarebbero appartenute le due torrette ancora oggi visibili).
Infine è da ricordare il viaggio di Ottone III verso Roma, al fine di ricevere l'incoronazione da parte del Papa: l'imperatore transitò a Colico il 27 maggio 996.

### X-XI secolo: l'importanza di Colico a livello territoriale
Risale al Mille, invece, una cartula vendicionis, ovvero un atto di vendita. Un certo Giovanni, figlio di Giseverto e Grisencia, abitanti a Fameliarca (in Centoplagio), vendono ad Anperto, figlio di Lorenzone, e a Baroncio (entrambi residenti a Cosio), alcuni beni sparsi nella località. Il toponimo Fameliarca, significante “prime famiglie”, indica oggi il nucleo storico di Fumiarga, posto a nord della chiesa.
Altro fatto rilevante è datato 1138, anno in cui il vescovo di Como Ardizzone consacrò la chiesa dell’Abbazia di Piona anche alla Madonna, in aggiunta alla già presente dedica a San Nicolò.
Si parla di castrum de Colego nel 1190: Enrico VI, successore di Federico Barbarossa, conferma ai fratelli Alberto, Giacomo e Alberico Vicedomini di Como numerosi privilegi su alcune terre, tra i quali spicca Colico. Qui, si specifica, è presente il maggiore dei castelli tra quelli della Bassa Valtellina, Valchiavenna e Alto Lario.

### XII-XIV secolo: i primi toponimi, le investiture
Tra alcuni documenti riguardanti soprattutto Centoplagio, ne spicca uno risalente all’11 maggio 1231. Un certo Pollo di Lafranco de Agallo di Colico consegna a Vincenzo fu Giovannibuono de Carale (località posta tra Domaso e Vercana, sulla sponda opposta), ministro della chiesa di San Vincenzo di Gravedona, nove staia di prodotti in natura, dunque un pagamento in granaglie. La testimonianza è discretamente importante perché viene nominata una certa località Agallo. Per assonanza si può pensare all’odierna frazione di Posallo, posta sopra Laghetto, ma probabilmente si trattava di un terreno posto più in basso, a causa dell’impraticabilità della coltivazione di grano nel luogo. Colico si è costituito da poco libero comune.
Di nove anni dopo, invece, un’altra interessante testimonianza. L’arciprete di Gravedona Rugerio di Arderico investe per 10 anni Lavello Carlo di Villatico, fu Buonocarlo de Lavello de Colego, di due terreni situati sopra Colico, di cui uno ad Albaro, nei pressi dell’odierno cimitero del centro cittadino, e uno ad Fosatum (l’odierna via al Fossato di Villatico). Appare anche il nome di Burgonovo de Colego, odierna località di Laghetto posta tra Fumiarga e Borgonuovo.
Altra investitura avviene ad Olzasca (1241): il chierico gravedonese Cerbo detto de Cerbeto di Como dichiara di aver ricevuto da Crescimbene, priore del monastero di Piona, 15 denari nuovi come fitto o decima del territorio di Olgiasca. È del 1240, inoltre, la costruzione del chiostro all’Abbazia di Piona.
Circa cent’anni dopo, compare la dicitura Colico Piano, utilizzata ancora oggi per indicare il centro cittadino. Il nome appare il 31 marzo 1337 in un’investitura, dove Airoldo fu Giovanni, colichese, invita Martino detto il Negro a consegnare il giorno dopo la sua quota di mezzadria. La carta è importante perché ci segnala l’esistenza di una Colico Alta, nome che apparirà successivamente e utilizzato fino ad alcuni decenni fa alternativamente a Villatico.
È necessario aggiungere che il monastero di Piona in questi anni possiede alcuni territori nella Bassa Valtellina, in alcune località oggi appartenenti al comune di Cosio Valtellino.

### XV-XVI secolo: Colico feudo dei Visconti, Colico Contea
Ci spostiamo nel XV secolo, precisamente il 15 gennaio 1418. In questo giorno il duca Filippo Maria Visconti istituisce le terre di Colico come feudo camerale, affidandole al nobile milanese Antonio Celeri de Luare. L’interesse dell’autorità ducale ci conferma il notevole sviluppo economico che la cittadina stava raggiungendo.
Tra il Quattrocento e il Cinquecento, il feudo di Colico passò più volte di mano: dapprima ai Sanseverino, poi agli Sforza, quindi ai Caldarini, ai Pusterla, ai Quadrio e, infine, agli Alberti.
Dal 1512 al 1526, Colico e la Valtellina furono sotto il dominio dei Grigioni.
L’importanza geografica (ma anche economica) del paese viene ribadita dall’imperatore Carlo V, che il 28 luglio 1550 erige Colico a Contea.
Ed è nel 1585 che si sviluppa l’ultima frazione di Colico, ovvero Curcio. Una lastra di pietra indica la nascita del nuovo nucleo abitato, sorto ai piedi del Legnone in un angolo piuttosto nascosto, probabilmente per proteggersi dalle alluvioni del torrente Inganna. Il nome “Curcio” viene fatto risalire alla famiglia dei Curti, originaria di Gravedona, che qui giunse ad abitare. Un nucleo distaccato, anche se al giorno d’oggi non sono più osservabili i confini, veniva chiamato (e tale è il nome tutt’ora) Palerma: il nome deriva forse dalla paliata, casa con tetto di paglia, e da erma, tradotto con “solitaria” oppure con “confine” (effettivamente si trova in una posizione di confine).
Nel giugno del 1599 è da menzionare la visita pastorale del vescovo di Como Filippo Archinti, il quale asserisce di controllare cinque centri abitati, che nell’insieme formavano Colico: Fontanedo, Corte, Colico Piano, Villatico e Curcio. La Chiesa di Santa Croce subì un incendio tra questo secolo e il successivo, che tuttavia risparmiò il fonte battesimale e la tela a olio raffigurante Sant’Elena.

### XVII-XVIII secolo: Colico, terra di confine e teatro di battaglie

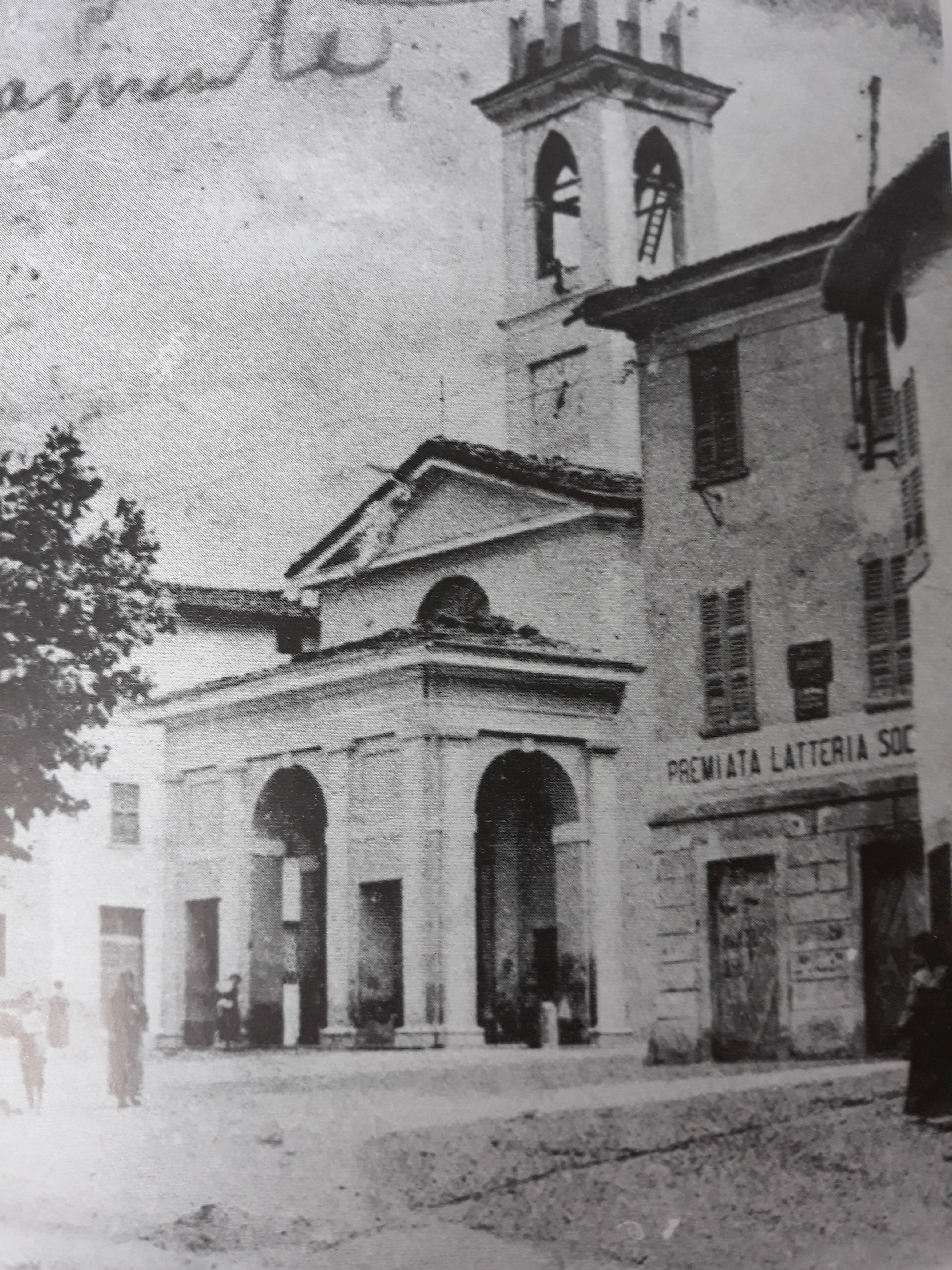
Piazza San Giorgio nell'Ottocento, quando ancora la Chiesa di San Giorgio era in questa piazza. Attualmente l'edificio modificato è sede di una banca

Nel XVIII secolo Milano era passata in mani spagnole. Il conte Pedro Enriquez de Acevedo, conte di Fuentes, ordina la costruzione di un forte per la difesa di Milano dalle incursioni nemiche. La posizione strategica garantiva il controllo su tutto l’Alto Lago, sulla Valtellina e sulla Valchiavenna; la fortezza riceve anche la visita del capitano francese Enrico di Rohan, ospite in riva al lago. È probabilmente contemporanea, ma forse si tratta di un ampliamento di una struttura già esistente, la costruzione della Torre medievale di Fontanedo.
Tra il 1629 e il 1630, dopo avere attraversato i passi alpini della Valchiavenna e l’Adda, Colico viene raggiunta dai Lanzichenecchi, portatori di una grande epidemia di peste. Un’ulteriore conferma ci giunge alla fine del capitolo XXVIII dei Promessi Sposi, in cui Alessandro Manzoni scrive: “Colico fu la prima terra del ducato, che invasero que’ demoni; si gettarono poi sopra Bellano; di là entrarono e si sparsero nella Valsassina, da dove sboccarono nel territorio di Lecco”. Gli effetti furono evidentemente devastanti: decimazione della popolazione, prati inariditi, case distrutte.
Un altro anno importante fu il 1635, in cui Colico fu teatro di scontro per il possesso della Valtellina, essendo terra di confine tra il Ducato di Milano e i Grigioni. I Francesi, guidati da Enrico di Rohan, avviarono una battaglia che terminerà nel 1636 presso la Torretta di Curcio: un astuto soldato di questi, Vandi, si recò nel seminterrato e diede fuoco alla torre, che “crepando si fracassò a terra”. Gli unici a rimetterci la vita erano stati i Colichesi, in numero di 25. La torre verrà ricostruita pochi anni più tardi.
Altri scontri armati avvengono tra il 1635 e il 1636, nei quali i Francesi, partiti dai quartieri di Morbegno e Traona, si incamminarono verso “un piccolo villaggio detto Curtio, ch’è tra Colico e la torretta, nel cui luogo stava di guardia un capitano napolitano detto Galeotto del terzo (reggimento) del nostro campo Guasco”.
Nel 1672 giunge anche la testimonianza di monsignor Torriani, che scrive a proposito della chiesa di San Bernardino, parlando anche degli altri edifici religiosi: San Sebastiano (ora San Rocco), San Fedele, Santa Croce (ora Sant’Elena).
Risale al 1704 un documento riguardante le attività della Colico in forte sviluppo: la comunità conta 400 anime sopra i 14 anni di età, 100 capifamiglia, 6 case padronali. Le frazioni sono Fontanedo, Curcio, Corte, Fumiarga e Borgonuovo. Le chiese sono cinque: San Bernardino a Colico Alta, Santa Croce in Fontanedo, San Fedele a Borgonuovo, San Giorgio a Colico Bassa, San Sebastiano. Soltanto nel primo caso si celebra una Messa tutti i giorni. Altra fonte ci giunge dal 1763 e riguarda l’oratorio di San Sebastiano, che quell’anno subì un ampliamento e, probabilmente, la costruzione del campanile. Viene citata la Sagra del 16 agosto, celebrata a centinaia di anni di distanza ancora oggi. Lo stesso anno venne stipulato un trattato di pace tra Milano e i Grigioni; in realtà la guerra, in particolare tra Colico e Piantedo, prosegue più aspramente di prima.
Nel 1755, parte del territorio montuoso di Colico venne assegnato ai comuni di Dorio, Introzzo, Vestreno e Sueglio, al termine di una disputa durata oltre due secoli.
Nel 1782, inoltre, il forte di Fuentes, diventato da alcune decine di anni austriaco, venne soppresso dall’imperatore Giuseppe II, per essere poi acquistato da Anna Casanova di Gravedona, prestanome del colonnello Domenico Schroeder, ultimo governatore del forte.
Ma il Settecento è denso di avvenimenti: nel 1791 l’ingegnere Gaetano Bellotti compì gli accertamenti necessari alla costruzione di un porto, che diventò realtà alcuni mesi dopo; il porto rappresentava una via commerciale particolarmente importante, favorita dal commercio già fiorente all’interno della comunità colichese. Dopo quello di Como, il molo (denominazione al giorno d’oggi più corretta) rappresentava uno dei più grandi scali del lago.
Anno decisamente più triste il 1796: in quest'anno Napoleone fece smantellare il Forte di Fuentes, cancellando così la fortezza che fino a quel momento aveva dominato su Colico. Nove anni più tardi, nel 1805, il vicino comune di Olgiasca e Piona viene aggregato a Colico e soppresso, divenendone una sua frazione.

### XIX-XX secolo: lo sviluppo, le guerre
Il secolo XIX è dettato da diverse trasformazioni, a partire dalla sospensione del secolare versamento alla plebana di Sorico: il Comune, nel 1813, smise di versare le 60 lire imperiali e ottiene il respingimento del ricorso presentato dall’arciprete Pietro Pizzala.
Nel 1815 venne inoltre completato il moderno collegamento stradale tra Colico e Sondrio, a cui si aggiunsero, sempre in periodo austriaco, le strade dello Spluga, dello Stelvio e quella che congiunge la cittadina a Lecco. Negli stessi anni, grazie a un incontro tra Giacomo Rousselin e Luigi Sacco (a entrambi sono state dedicate due vie), iniziò la bonifica del piano di Colico, che si concluse nel 1829. Nello stesso secolo vennero risistemati gli argini dei torrenti Perlino e Inganna.
Ma l’Ottocento portò a Colico anche il battello a vapore: il Lago di Como fu il secondo lago lombardo a vederlo transitare sulle proprie acque, dopo il Lago Maggiore. Le corse iniziarono il 16 agosto 1826 ed erano limitate alla tratta Como-Domaso; nel 1843, con la costruzione di altri imbarcaderi, tra cui Lecco, il limite settentrionale venne spostato a Colico.
Ed è sempre in questo secolo che Colico diventa luogo di transito “reale”: l’imperatore Ferdinando I, proveniente dal castello di Schönbrunn (Vienna) giunse in carrozza a Colico; da qui proseguì con l’imbarco verso Como. Il 6 settembre dello stesso anno, Ferdinando I diventa imperatore, Re di Lombardia e di Venezia e Re d’Italia.
Per quanto riguarda la ferrovia, essa giunse a Colico il 16 giugno 1885 (tra Colico e Sondrio), il 9 settembre 1886 (tra Colico e Chiavenna) e il 1º agosto 1894 (collegamento verso Lecco). La Colico-Sondrio fu la prima ferrovia al mondo a veder correre sui propri binari un treno alimentato a corrente ad alta tensione.
A inizio Novecento la popolazione di Colico è in continuo aumento e raggiunge i 3 386 abitanti. Ed è proprio pochi anni dopo che venne costruito il Forte Montecchio (1912-1914); le buone condizioni in cui il complesso versa sono dovute anche allo scarso utilizzo che ne si faceva: oltre alle esercitazioni, ai colpi all'autocolonna Mussolini (falliti) e alle esequie di Leopoldo Scancini nel 1947, infatti, la struttura non è mai stata attivata ufficialmente in guerra.

## Monumenti e luoghi d'interesse

### Architetture religiose

#### Abbazia di Piona
L'abbazia di Piona, storicamente collegata a quella di Vallate, i cui suggestivi ruderi sono visitabili a pochi chilometri dal paese, in direzione di Morbegno, rappresenta uno dei complessi conventuali più suggestivi del luogo, sia per il fascino dell'ambiente naturale, sia per la presenza di testimonianze artistiche molto rilevanti. La chiesa, sorta nella metà dell'XI secolo, ma soggetta ad ampliamento già nel secolo successivo, presenta una facciata a capanna, con una grande finestra centrale a tutto sesto. L'interno è costituito da un'unica navata. All'ingresso si trovano due leoni in marmo reggenti acquasantiere, ma che in origine dovevano sostenere una colonna o un pulpito.
Di notevole interesse artistico il ciclo pittorico, risalente al XIII secolo, presente nell'abside: nel centro del catino troviamo la grande figura di Cristo che sostiene un libro aperto attorniato dai quattro simboli degli evangelisti, mentre nell'area sottostante sono rappresentati i dodici apostoli; nella volta, attorno alla figura del Cristo benedicente fra angeli, troviamo ancora raffigurati i dodici apostoli, divisi in gruppi di sei, in gesto di acclamazione. Dietro l'edificio della chiesa si erge il rudere di un'abside di origine altomedievale, la cui destinazione originaria è incerta. Il campanile esterno, sul fianco nord, risale invece al XVIII secolo. A destra della facciata si accede, attraverso un portale ad arco acuto, al chiostro, risalente al XIII secolo, di particolare fascino: lungo il perimetro del cortile corrono quarantuno colonne e quattro pilastri di marmo, i cui capitelli, finemente decorati con motivi di foglie, fiori ed animali, sostengono un piano superiore con ghiere in cotto e in fasce in marmo bianco, rosso e nero interrotte da eleganti bifore.
All'ingresso del chiostro si trova un affresco, risalente al XV-XVI secolo, raffigurante l'apparizione di Cristo alla Madonna, mentre sopra all'ingresso del portico che porta alla chiesa è raffigurato un busto di Cristo. Sotto il portico, a ridosso della chiesa, in uno stile semplice e dal tono popolare, si trova un calendario affrescato, elemento decorativo singolare di cui esistono pochi esempi in tutta Europa. Si tratta di una lunga fascia divisa in due registri: in quello superiore sono rappresentati i singoli mesi attraverso le occupazioni agricole caratteristiche, settembre, ad esempio, è caratterizzato dalla preparazioni delle botti, luglio dalla battitura del grano; in quello inferiore è rappresentata una serie di undici santi raffigurati nel momento del martirio. L'affresco risale ad un'epoca precedente la costruzione del chiostro ed era situato in origine all'esterno della chiesa.

#### Chiesa di San Rocco
La piccola chiesa, intitolata originariamente ai santi Fabiano e Sebastiano, sorge fuori dall'abitato sulle pendici del monte Legnone, quasi a metà strada tra il corso del Perlino e quello dell'Inganna, all'altezza di cinquecento metri. L'impianto è romanico, come evidenziato dall'abside semicircolare, ma a partire dal 1401 subì diversi rimaneggiamenti. Conserva, specialmente nell'abside, tracce pittoriche abbastanza consistenti, dovute a un ignoto, ma capace pittore che dovrebbe aver operato nei primi anni del XV secolo. Particolarmente notevoli il Cristo in mandorla, o Pantocratore, ai cui lati stanno i profeti Geremia e Isaia. Nel corso di una campagna di restauro svoltasi negli ultimi anni, è stato rinvenuto un interessante affresco raffigurante l'Ultima Cena.

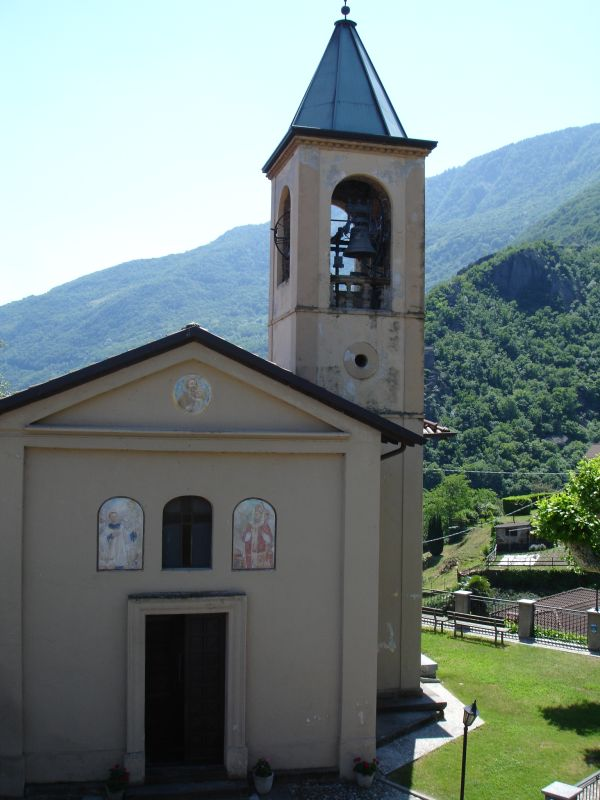
Chiesa di San Filippo

#### Chiesa di Sant'Elena
La chiesa di Sant'Elena, aperta ogni domenica nel periodo estivo e situata in frazione Fontanedo, risale probabilmente al XV secolo. Dotata di campanile in stile romanico, la chiesa era un tempo dedicata alla Santa Croce. Vi era un fonte battesimale in marmo bianco, conservato nell'abside laterale, e un crocifisso in legno. Il Cristo, dal volto dolcissimo, nella morte di croce, ha perso le mani, consumate dall'umidità del luogo e dal tempo. Attualmente è conservato nella chiesa parrocchiale di Curcio assieme alla pala d'altare: un prezioso quadro, olio su tela, del XVII sec., opera di Giambattista Recchi, che rappresenta S. Elena che mostra Maria la croce del Signore, ritrovata sul Calvario. Nella domenica successiva il 16 di agosto, vi si tiene una sagra popolare.

#### Chiesa di San Fedele

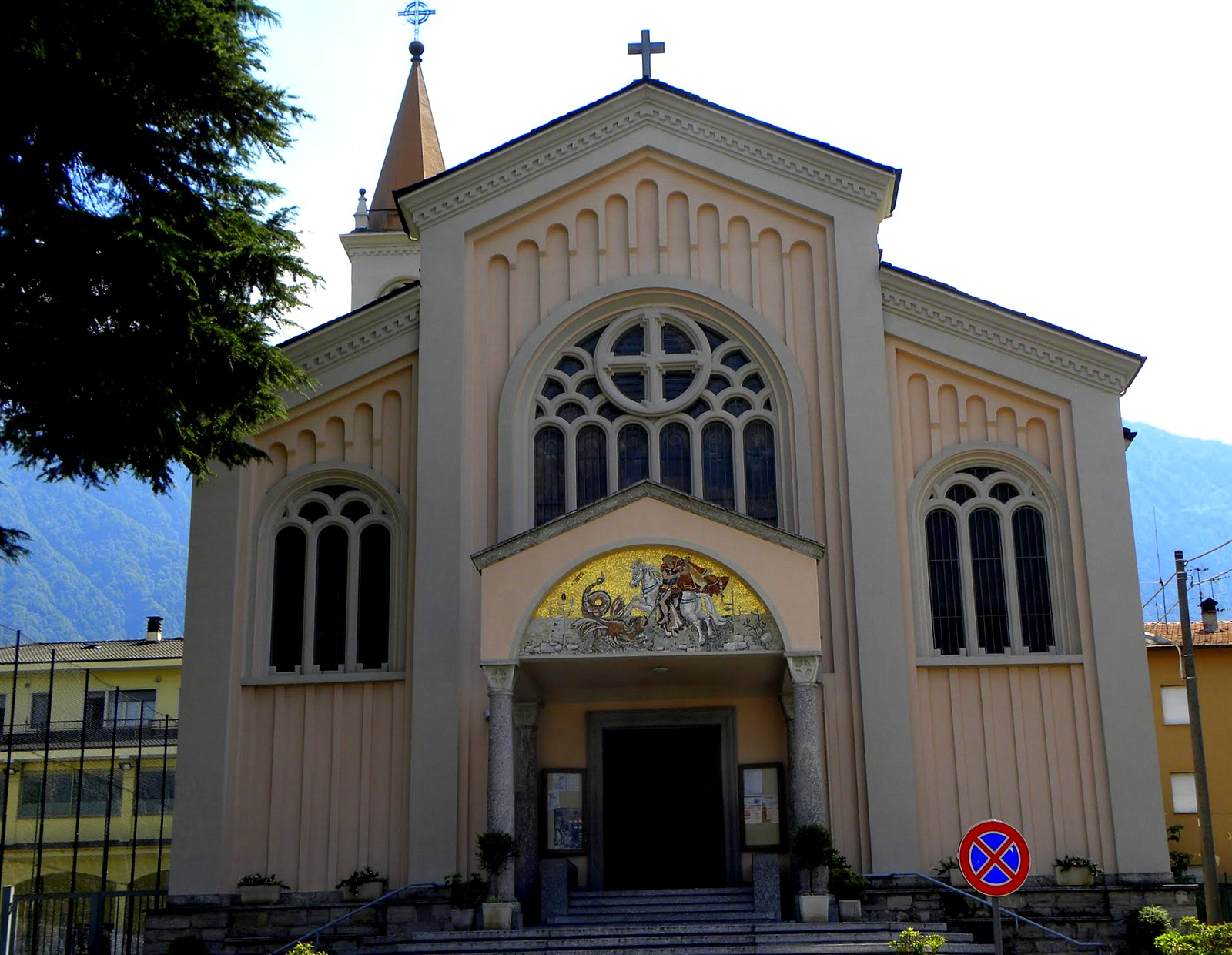
Chiesa di San Giorgio

Secondo la tradizione orale, una chiesetta dedicata a San Fedele esisteva anticamente sulle rive della baia di Piona, dove il santo sarebbe approdato fuggendo da Como prima di raggiungere le sponde del monte Berlinghera dove fu ucciso. Nell’attuale luogo, più salubre, fu poi eretta una piccola chiesa, con attorno un recinto adibito a cimitero. La comunità di Laghetto faceva parte dell’unica parrocchia S. Bernardino di Villatico ma era guidata da coadiutori che qui risiedevano: don Gilardoni, don Graziano Porlezza, don Taroni. I capifamiglia chiesero insistentemente l’erezione di una parrocchia autonoma, il vescovo lo concesse purché si dotassero di un luogo di culto adeguato. Grazie al loro tenace impegno nel 1856 venne ultimata l’attuale chiesa, con una spesa che oggi avrebbe superato 100.000 euro.
Nell’epigrafe all’ingresso: “Questa chiesa edificata in un anno di tanta miseria nel 1856 dirà ai posteri quale fosse la generosità di un popolo povero ma devoto”. Nel 1857 la chiesa fu consacrata, elevata al rango di parrocchiale e affidata a don Antonio Venini, di Domaso, che da tempo vi risiedeva come coadiutore e che la resse per sessanta anni (1853-1913). A pianta rettangolare, orientata a ovest, unica navata, quattro altari laterali, pavimentazione a lastre. Le pitture della volta, degli altari laterali e del catino dell’abside furono eseguite da F. Capiaghi di Como e da L. Tagliaferri di Pagnona. Le più pregevoli sono dedicate a S. Fedele e ne celebrano il battesimo, il martirio e la gloriosa accoglienza in paradiso. Era affiancata da una torre campanaria quadrata che venne completata nel 1871. Nel 1957 il centenario viene celebrato dal parroco don Del Barba: con 7 anni di lavori il campanile originario fu sostituito con uno nuovo svettante per 40 metri.

Chiesa di san Bernardino
La chiesa di San Bernardino sorge in frazione Villatico e risale probabilmente al XIII secolo, anche se solo nel XV essa fu dedicata a San Bernardino, un predicatore senese che attraversò a piedi l’Italia predicando la riforma religiosa, la giustizia sociale e operando a favore della pace tra le città allora in conflitto. Si recò anche in Valtellina e per questo toccò il suolo di Villatico. Nel XVI secolo, la chiesa di San Bernardino fu elevata alla dignità di parrocchiale.  Fino alla metà del XIX secolo, la chiesa fu l'unica di Colico ad avere tale rango. In altre parole, la chiesa di San Bernardino fu la matrice colichese. L’ultimo ampliamento significativo venne completato nel 1896, data ancora leggibile nell’arco a tutto sesto che separa il presbiterio dal corpo della navata. L’edificio, lungo i secoli costituì il centro della vita religiosa e sociale della locale comunità contadina. La sua antichità appare dall’impianto architettonico basilicale.

#### Chiesa dei SS. Angeli Custodi
L'edificio si trova in frazione Curcio e sostituisce la chiesa sconsacrata in Via alla Fontana Vecchia; risale al Novecento.

#### Chiesa di San Giorgio
La chiesa parrocchiale di San Giorgio sita a Colico, è stata costruita nel 900; anche questa sorge in sostituzione di un luogo ben più vecchio situato in Piazza San Giorgio, ma l'antica Chiesa di S. Giorgio è vicino all'attuale cimitero di Colico.

#### Chiesa di San Filippo
La chiesa dei Santi Carlo e Filippo Neri si trova in frazione Olgiasca ai margini del centro storico dell'abitato e fu eretta nel 1252.

#### Santelle
Sul territorio colichese sono dislocate una trentina di santelle, nella forma di affreschi realizzati talvolta in apposite cappelle oppure, nella maggior parte dei casi, su muri esterni di edifici privati.

### Architetture civili

#### Villa Malpensata
La villa sorge in posizione isolata, sulla sponda del lago, in località Olgiasca. L'impianto ottocentesco, che incorpora una precedente struttura, è molto semplice. La facciata principale è quella rivolta verso il lago. Attualmente proprietà del Priorato di Piona, è al momento sede della Comunità Il Gabbiano.

#### Villa Osio
La villa si trova alla fine di Lungolario Polti e fa da confine per il lido. Originariamente Villa Lattuada e attualmente non accessibile al pubblico, fu edificata nei primi del Novecento (1914) nell'area del Montecchio Sud. L’ingegner Lattuada si era insediato a Colico per eseguire la costruzione del tratto di ferrovia che da questa località avrebbe raggiunto Sondrio; questo tratto di ferrovia venne costruito circa 10/15 anni prima del percorso in realtà più accidentato da Lecco a Colico. L’ingegner Lattuada progettò e provvide a costruire a sue spese la villa padronale ispirandosi a un modello ideato da un architetto francese Viollet-le-Duc e riprodotto e anche illustrato da numerose riviste di architettura . Passata negli anni venti alla famiglia Stampa, originaria di Gravedona, aveva infatti molti possedimenti nella zona. La villa divenne nota quando, all'inizio del XX secolo, il dottor Stampa, il proprietario, divenne medico condotto di Colico. Egli usciva con il calesse per effettuare le visite e non poteva muoversi nei periodi di grandi piogge, perché le ruote del calesse affondavano nel fango, poi nel 1934 pa proprietá passa alla Famiglia Osio. Nel periodo travagliato della Seconda guerra mondiale, mentre la famiglia di Umberto e Antonietta Osio era sfollata nel Comune di Bellano, la villa sul lago venne afﬁttata alla casa editrice Hoepli  che vi trasferì la sezione del libro di antiquariato occupando molti spazi disponibili con esemplari rari di incunaboli, antifonari, miniati ecc. Questo afﬁtto che successivamente si trasformò in un ﬁnto atto di vendita alla casa editrice Hoepli salvò la proprietà Osio da una rappresaglia delle Brigate Nere nei confronti della famiglia impegnata nella resistenza. Infatti  nell’autunno del 1944 un manipolo di brigatisti neri entrarono nella proprietà con intenzione di saccheggiarla e di bruciarne gli ediﬁci. Ma agli ingressi della proprietà si trovarono delle bacheche con l’attestazione del consolato Svizzero che la proprietà apparteneva a cittadini svizzeri. Di fronte a questo documento il saccheggio si limitò a prelevamento dalla stalla di due manzette.

#### Roccoli
Vere e proprie architetture arboree, provviste di reti poste verticalmente, che attorniano una sorta di torre in pietra dalla quale si dirigeva la caccia, i roccoli sono stati per lungo tempo formidabili armi di cattura degli uccelli migratori con un riscontro economico per un territorio, come quello di Colico, posto sulla rotta degli stormi, che, con l'avvicinarsi della brutta stagione, migrano verso sud. Dei moltissimi roccoli attivi fino a una quarantina di anni fa, risultano ancora ben conservati quello in località Piona e quello posto lungo la strada che sale al Forte di Fuentes.

### Architetture militari

#### Forte Montecchio Nord

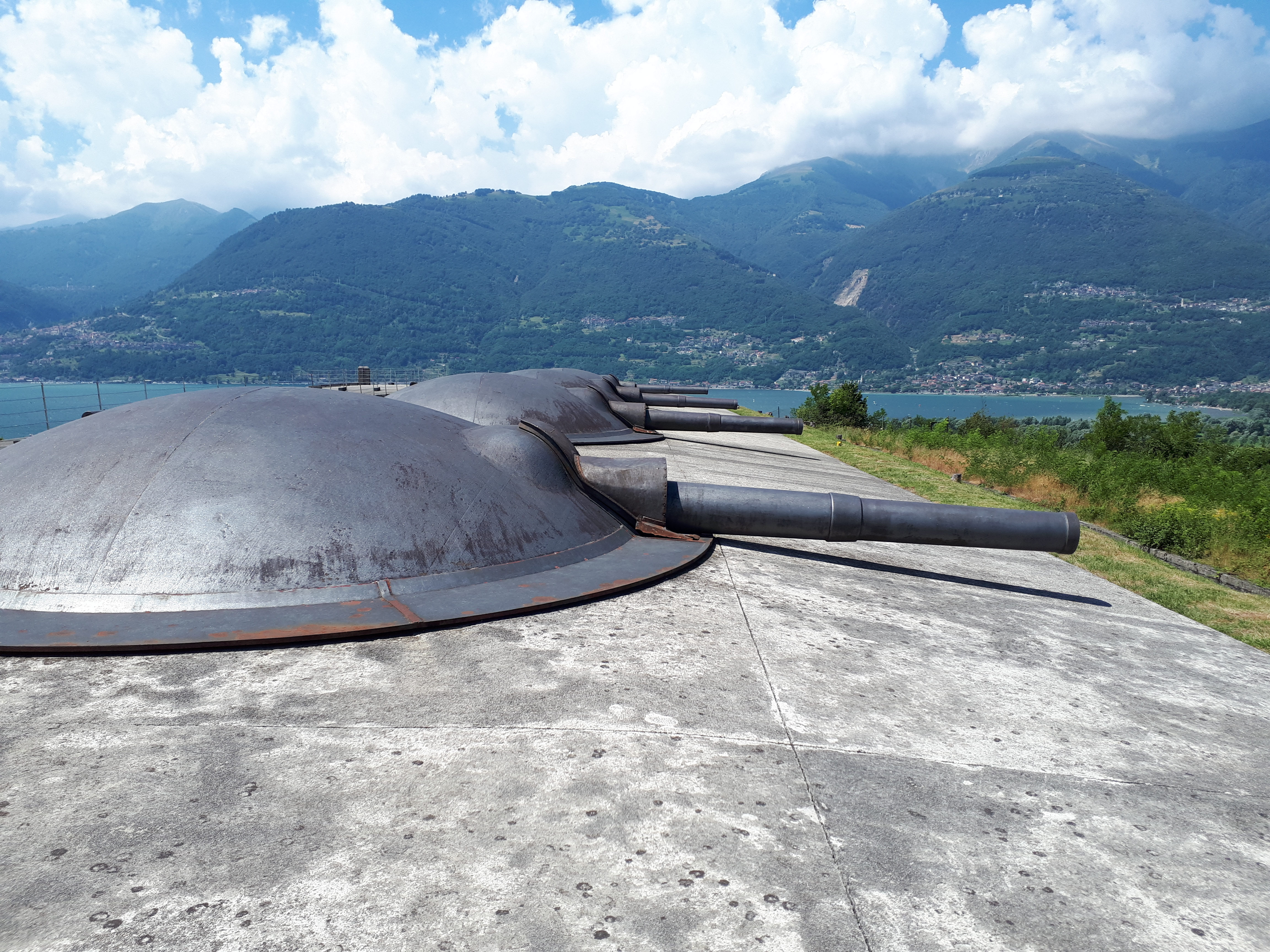
La copertura della batteria corazzata di Forte Montecchio Nord

Costruito tra il 1911 e il 1914, il Forte Montecchio Nord è l'unico forte militare italiano della Grande Guerra che abbia conservato ancora intatto il suo armamento originario. Funzione principale del Forte era quella di controllare le strade dello Spluga, del Maloja e dello Stelvio nel caso che gli Imperi centrali, violando la neutralità della Svizzera, avessero deciso di invadere il Nord Italia. Dati gli eventi bellici il Forte, che costituiva il punto di forza di un complesso sistema di sbarramento che si prolungava fino al Monte Legnone, rimase inattivo durante tutta la prima guerra mondiale. Il forte non venne impiegato in azioni militari neanche durante la seconda guerra mondiale: gli unici colpi di cannone furono infatti sparati contro una colonna delle forze armate tedesche che risaliva l'opposta sponda del lago dopo che il forte era stato occupato dai partigiani. In seguito venne utilizzato come deposito di munizioni ed infine ceduto al demanio pubblico. La visita del Forte consente oggi di osservare le soluzioni architettoniche, tecniche ed organizzative, alcune delle quali davvero innovative per l'epoca, adottate all'inizio del secolo nell'edificazione dei forti militari. L'attrattiva principale del forte è comunque rappresentato dall'armamento: quattro cannoni, con una gittata di 14 km, con installazioni a pozzo protetti ciascuno da una cupola in ghisa. Il Forte, per il quale dal 2009 è iniziata un'opera di recupero curata dal Museo della Guerra Bianca e finalizzata a migliorarne la fruibilità turistica, è sostanzialmente diviso in due parti: la zona bassa che contiene gli alloggi e le polveriere e la zona alta ospitante i cannoni. Le due aree sono collegate da una suggestiva galleria curvilinea.

#### Forte di Fuentes
Tra il 1603 e il 1606, il conte di Fuentes, governatore di Milano, fece costruire sul Montecchio una fortezza con lo scopo di difendere il confine settentrionale del Ducato di Milano dai francesi e dai Grigioni svizzeri, che all'epoca occupavano la Valtellina e la Valchiavenna. La piana del forte era allungata, con opere a corno nelle estremità, mentre l'andamento irregolare delle mura, che uscivano e rientravano come cunei, consentiva una migliore difesa della bastionata. Il forte si sviluppava su diversi livelli: in alto, ancora visibile, il palazzo del governatore, che però, a causa dell'insalubrità dell'aria, risiedeva a Gravedona; ai livelli più bassi i quartieri dei soldati. Complessivamente il forte poteva ospitare trecento uomini. L'ubicazione della struttura consentiva di dominare la pianura sottostante, che da allora venne appunto denominata Pian di Spagna e permetteva di controllare le strade per la Valtellina e per il passo dello Stelvio, per la Valchiavenna e per il passo dello Spluga, e, infine, per Como e Milano. Ancora oggi la zona viene indicata come Trivio di Fuentes perché all'incrocio di tre direttive: verso Lecco, verso Sondrio e verso Chiavenna. A completamento del progetto difensivo spagnolo furono inoltre costruiti due fortilizi, uno sopra Sorico, l'altro, detto Fortino d'Adda, a Gera Lario e rivolto verso la Valchiavenna. Il forte era inoltre collegato a una serie di avamposti preesistenti, noti con il generico nome di Torrette. Nonostante il Forte di Fuentes nel corso del XVII e XVIII secolo fosse una delle principali fortificazioni della Lombardia, la sua vita non ebbe eventi militari degni di nota: solo nel 1706, durante la guerra di successione spagnola, il Forte venne assediato per la prima volta dagli austriaci che lo espugnarono solo dopo tre settimane. Nel 1714 in Lombardia al dominio spagnolo si sostituì quello austriaco: il Forte di Fuentes si trovò così coinvolto in due altri assedi, nel 1733, da parte di spagnoli e Piemontesi, durante la Guerra di successione polacca, e nel 1746 da parte degli spagnoli, durante la Guerra di successione austriaca. Nel 1782, in seguito alla riforma voluta dell'imperatore Giuseppe II d'Austria, la fortezza venne dismessa e venduta a privati. Nel 1796, per volere di Napoleone, venne completamente smantellata ed in seguito abbandonata. Dell'antica fortezza oggi rimangono in piedi solo alcuni ruderi, in parte sommersi dalla vegetazione, ricchi tuttavia ancora di fascino ed interesse. L'affresco staccato dalla chiesetta del forte, una Santa Barbara, patrona degli artiglieri, opera non particolarmente pregevole, ma di notevole importanza storica, è ora posta nel mezzo della navata laterale sinistra della chiesa parrocchiale di San Giorgio, nel centro di Colico. Dalla primavera 2012 il Forte è gestito dal Museo della Guerra Bianca in Adamello.

#### Torrette
Essendo stata nei secoli passati crocevia di importanti vie di comunicazioni, tutta l'area di Colico fu munita fin dall'età medievale di numerose fortificazioni, ancora prima della costruzione del Forte di Fuentes. Sul Montecchio settentrionale sono ancora visibili due torrette di guardia, che costituivano il cosiddetto Castello di Colico, di epoca comunale, ma largamente rimaneggiate, a controllo delle strade provenienti dalla Valtellina. Più importante sotto il profilo strategico della Torre di Fontanedo, che faceva parte di una più complessa opera di fortificazioni edificata nel corso del XIV secolo dai Visconti. Dalla torre era possibile dominare tutto l'Alto Lago, l'entroterra di Colico e la zona dell'attuale lago di Novate Mezzola. A difesa dell'antica strada che collegava il Lago di Como con la Valtellina, nel territorio di Curcio, troviamo un'altra torre di vedetta, probabilmente collegata al Forte Fuentes e oggi trasformata in abitazione agricola e chiamata la Torretta di Curcio. Sempre del sistema difensivo del Forte doveva far parte il cosiddetto Fortino d'Adda, o Stallone, che sorge fuori dai confini comunali, nel territorio di Sorico. Doveva servire come punto protetto per le attività di sorveglianza e come magazzino. Molto singolare la sua struttura che presenta feritoie per il tiro delle armi da fuoco e un ponte in muratura che raccorda l'ingresso principale al piano. Attualmente è usato come magazzino. Un'ultima fortificazione è posta nel territorio di Olgiasca. Si tratta in questo caso di una casaforte, che dalla cima del colle controlla l'abitato sottostante. È nota come il Castello di Mirabello e dovrebbe essere stata edificata prima della metà del Cinquecento.

Musei
- Museo della Cultura Contadina di Colico
- Museo del Molino
- Museo della Guerra Bianca

## Società

### Evoluzione demografica
Abitanti censiti

### Etnie e minoranze straniere
A Colico nel 2016 risiedono 624 stranieri, pari all'8,08% della popolazione. Le maggiori etnie sono:
1. Romania, 88
2. Cina, 67
3. Moldavia, 65
4. Marocco, 64
5. Kosovo, 62

### Lingue e dialetti
Nella città di Colico si parla il dialetto colichese, il quale fa parte della famiglia del lombardo occidentale; esso è in parte differente da quello parlato sul Lario e nella provincia di Lecco per le contaminazioni avute a causa della vicinanza e dell'influenza della vicina Valtellina.
Tuttavia, confrontando i dialetti delle varie frazioni si possono notare numerose differenze nella cadenza, nella pronuncia e nell'apertura o meno delle vocali.

## Geografia antropica

### Quartieri

#### Centro

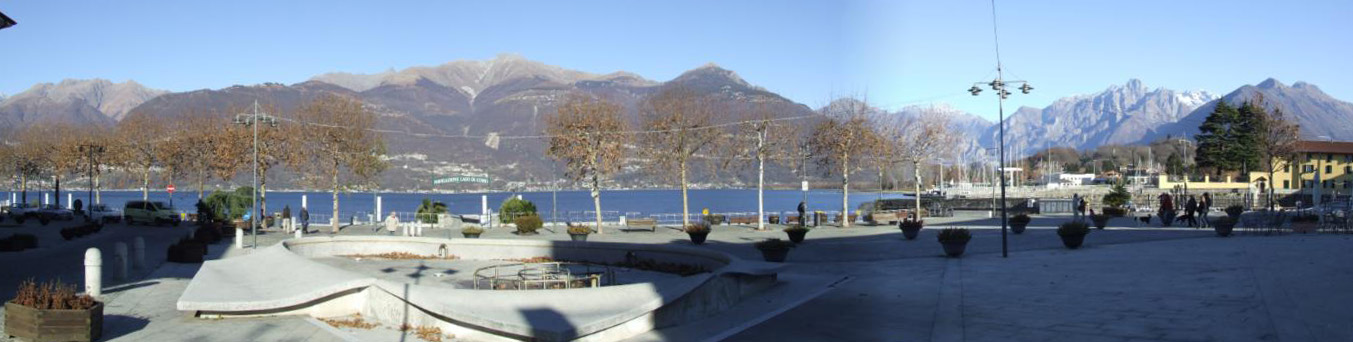
piazza Garibaldi

Il centro cittadino si sviluppa tra Piazza Garibaldi, Via Vitali, Largo San Giorgio e Via Pontile. Questo quartiere racchiude i principali servizi di Colico. Tra Via Municipio e Piazza Quinto Alpini si trovano municipio, chiesa di San Giorgio e le principali scuole. In Via Villatico ha sede l'ufficio postale.

#### Lido
Questa località è dotata di una lunga spiaggia, un campo da calcio, dei campi da tennis ed una scuola di vela. Rappresenta un punto importante durante il periodo estivo.

#### Kitesurf
Nel quartiere vi è un parcheggio di camper, una spiaggia e una scuola di surf e kitesurf.

#### Zona Industriale
La zona industriale è sede di numerosi stabilimenti e della discarica cittadina.

### Monteggiolo
La località è un piccolo rilievo (che può essere definito il quinto colle di Colico) posto a ridosso della collina su cui sorge il Forte di Fuentes, raggiungibile attraverso uno stretto viale introdotto da cascine rurali.

### Frazioni

#### Colico Piano
La frazione di Colico Piano (antica denominazione Colicum) non è altro che il centro della cittadina ed il luogo della Parrocchia di S. Giorgio (festa patronale 23 aprile), smembrata da Villatico ed eretta il 22 dicembre 1914. La chiesa costruita negli anni 1925 - 1926 -1927, fu consacrata il 24 settembre 1978 dal Vescovo T. Ferraroni.
Pregevole sulla facciata principale della chiesa l'affresco di S. Giorgio, fatto eseguire da don Salvatore Schenini nel 1965. Il mosaico con S. Giorgio che trafigge il drago è opera di Lidia Silvestri, scultrice famosa, originaria di Chiuro in Valtellina.

#### Olgiasca

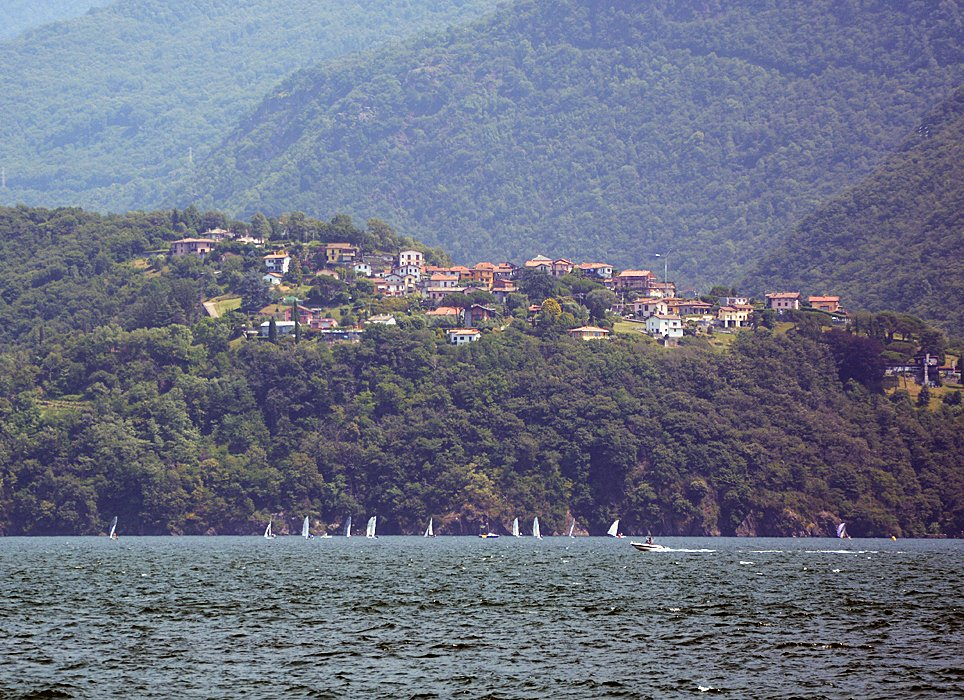
Olgiasca

Olgiasca (antica denominazione Piona) è situata nell'omonima penisola. Un manso, costituito dal colle di Olgiasca, nel 1241 fu dato in affitto dalla chiesa di San Vincenzo di Gravedona all'Abbazia di Piona. Vi era un'intensa attività agricola e mineraria con radici nell'Impero romano. L'attività estrattiva riguardava principalmente cave di marmo di Musso. Nel XIV secolo venne edificato il Castel Mirabei, mentre nel XVII secolo Olgiasca perse la sua autonomia diventando parte del comune di Colico. A Olgiasca si trova l'Abbazia di Piona, sede della parrocchia di S. Nicola di Bari (festa patronale 6 dicembre); si fa risalire la sua erezione all'anno 1252; la serie continua di parroci inizia con il 1693. Un documento del 7/11/1593 parla della "Chiesa parrocchiale priorata o Abbadia di Piona". Affidata ai Monaci Cistercensi.

#### Fontanedo
Questa frazione, posta sopra Villatico, si trova a seicento metri sul livello del mare: a sinistra di questa si trova la Torre di Fontanedo, restaurata nell'ultimo quarto del Novecento. Costruita per volere di Bernabò Visconti nel 1357, difendeva l'Alto Lago; è un potenziamento di una struttura già prima esistente (databile al Millecento). Chiusa da una cinta muraria e dotata di una serie di strutture di servizio, la torre fu costruita per proteggere il territorio dalle incursioni e salvaguardare l'importante via di comunicazione della “Scalottola”, ora nota come “Sentiero del Viandante”, che passa alla base dello sperone, in località Robustello (prima di Fontanedo). La strada portava da Lecco, per la Valsassina, in Valtellina e rappresentava la variante a lago della Via del Bitto, che invece valicava la montagna arrivando direttamente a Morbegno attraverso la Val Biandino e la Bocchetta di Trona. Si legge in un documento: “(I Milanesi) furono sforzati fortificare in Colico il Monteggio (Montecchio Nord, dove esistono ancora le due torrette medievali) e il passo di Fontanedo con torri ed altre fortezze”. La torre, la cui pianta è sostanzialmente un quadrato di lato 7,5 m, si staglia per 15 m di altezza, ed era accessibile attraverso una porta collocata a circa due metri da terra.
Dalla Santella, ancora visibile vicino alla Torre, è stato staccato un affresco raffigurante la Madonna col Bambino, probabilmente del XV secolo; ora è conservato nella chiesa di Curcio, Parrocchia cui appartiene la Torre.
La cappella della fortificazione risale al periodo della dominazione spagnola del Ducato di Milano.
Da Fontanedo si può anche ammirare il lago, Colico e Gravedona.
Prendendo la strada destra, si raggiunge il borgo di Fontanedo, dove vi è la caratteristica chiesa medievale di Sant'Elena.

#### Posallo
La frazione di Posallo è posta a poco più di 400 metri sul livello del mare, immediatamente dopo Fumiarga. Essa è collegata alle località di Sparesee, Vezzee e Perdonasco facenti capo al comune di Dorio, ma tramite Posallo si può raggiungere anche San Rocco. La frazione conta meno di una decina di abitanti, ma essa è particolarmente utilizzata nel periodo estivo, essendo presenti numerose cascine.

#### San Rocco
La frazione è raggiungibile a piedi da Posallo, oppure tramite una strada direttamente dalla frazione Villatico. Il numero degli abitanti è oggi piuttosto ridotto, essendo una zona popolata e visitata in particolare nel periodo estivo. Si trova a 500 metri di altitudine; la chiesa presente e aperta soltanto nel giorno festivo per il patrono, il 16 agosto, è dedicata al Santo che ha dato il nome alla frazione; è gestita dalla Parrocchia di Villatico.

### Frazione di Curcio
A Curcio (antica denominazione Curcium) vi è un'importante fonte naturale di acqua. Curcio è una delle frazioni in cui il passato di Colico è rappresentato da case di una certa età e un lavatoio pubblico che si usava in passato. La prima traccia del toponimo è in una lastra datata 1585 che fa ancora parte della fontana del lavatoio pubblico. Dedicata fin da allora ai Ss. Angeli Custodi, la prima chiesetta del nascente borgo di Curcio venne costruita nel 1842; il 3 dicembre 1934 fu eretta la parrocchia dei SS. Angeli Custodi (festa patronale ultima domenica di settembre) con territorio smembrato da Villatico e Colico Piano. Posta la prima pietra nel 1938, i lavori della nuova chiesa iniziarono solo nel 1946 per concludersi nel 1957.

#### Palerma
Palerma rappresenta il territorio intermedio tra Colico e Curcio; esso è diviso in una zona vecchia ed una nuova.

#### Chiaro
L'abitato di Chiaro è situato a ridosso della località di Robustello ed è quello più marginale di Curcio.

### Frazione di Laghetto
Laghetto (antica denominazione Parvus lacus) è l'unione di due località maggiori (Borgonuovo e Fiumarga) con altre minori (La Cà, Piona e Corte); il toponimo comparì ufficialmente nel 1770. Nel 1760 iniziò l'emigrazione di alcune famiglie che abitavano a Olgiasca in seguito a una vertenza fiscale con gli austriaci. A Laghetto ci sono molti campeggi affacciati al laghetto di Piona. Antica comunità vice-cura, dove risiede la parrocchia di S. Fedele (festa patronale ultima domenica di ottobre) che fu staccata da Villatico solo il 9/9/1857. La chiesa fu ampliata negli anni 1854/57 e restaurata negli anni 1965/68. Nel 1957 fu innalzato il nuovo campanile.

#### La Ca'
La piccola frazione, componente Laghetto, è di modesta grandezza; all'estremità destra della via vi è un collegamento diretto con la località Garavina e dunque con il comune di Dorio.

#### Corte
Il piccolo borgo di Corte è un'antica area di Laghetto, composta da piccoli vicoli stretti che la rendono caratteristica; essa mette in comunicazione la frazione con Colico.

#### Borgonuovo
È la parte più popolosa di Laghetto; il luogo collega la frazione con Villatico.

#### Fumiarga
Il borgo di Fumiarga, caratteristico per le strade in ciottolato, è punto intermedio tra Laghetto e Posallo. Recentemente è stata oggetto di un importante intervento per la sistemazione delle vie.

#### Piona
La località è ambita meta turistica durante la stagione estiva; mette in comunicazione Colico con Dorio. È servita dall'omonima stazione, ove fermano i treni regionali della tratta Lecco-Sondrio.

### Frazione di Villatico
A Curcio (antica denominazione Curcium) vi è un'importante fonte naturale di acqua. Curcio è una delle frazioni in cui il passato di Colico è rappresentato da case di una certa età e un lavatoio pubblico che si usava in passato. La prima traccia del toponimo è in una lastra datata 1585 che fa ancora parte della fontana del lavatoio pubblico. Dedicata fin da allora ai Ss. Angeli Custodi, la prima chiesetta del nascente borgo di Curcio venne costruita nel 1842; il 3 dicembre 1934 fu eretta la parrocchia dei SS. Angeli Custodi (festa patronale ultima domenica di settembre) con territorio smembrato da Villatico e Colico Piano. Posta la prima pietra nel 1938, i lavori della nuova chiesa iniziarono solo nel 1946 per concludersi nel 1957.

#### La Gera
L'abitato di La Gera, prima considerato frazione a sé, rappresenta oggi la parte più elevata della frazione ed è situata non lontano da San Rocco e Fontanedo.

## Economia
L'economia colichese è principalmente turistica, ma l'industria ottiene un ottimo secondo posto dall'imponenza della zona industriale, sempre in espansione, e inoltre vi è una numerosa presenza di banche. Il turismo è soprattutto incentrato sui numerosi camping, ma ci sono anche altre strutture ricettive quali hotel, agriturismi e bed & breakfast. L'industria vanta di importanti marchi di costruzione di autocarri (Iveco) e yacht (Cranchi). Colico è sede di molte banche grazie alla favorevole posizione e ai numerosi stabilimenti industriali.

## Infrastrutture e trasporti

### Strade
Colico è collegato a Milano con la SS 36 Milano - Lecco - Colico.
Colico è infatti punto d'incontro tra la SS 36 e SS 38 dello Stelvio che attraversa la Valtellina. Inoltre la SS 36 prosegue attraversando la Valchiavenna.

### Ferrovie
La stazione di Colico è posta al terminale della prima linea elettrificata mediante il rivoluzionario metodo trifase a 3000 volt realizzato dalla ditta ungherese Ganz a partire dal 1901 e rappresenta un perfetto esempio architettonico delle stazioni costruite specificatamente per la linea Sondrio - Colico. Fra il 1885 e il 1886 Colico viene collegata con Sondrio e con Chiavenna, ma per vedere operativo il collegamento con Lecco (e quindi con Milano) si dovette attendere il 1894. La linea era allora esercita dalla Rete Adriatica, una delle tre grandi compagnie che resteranno attive fino al 1905, anno di nascita delle Ferrovie dello Stato.

Nel territorio comunale di Colico è presente anche la stazione di Piona, frazione Laghetto, a cento metri dal laghetto di Piona, sulla riva opposta rispetto all'omonima Abbazia, raggiungibile salendo ad Olgiasca o con battello o aliscafo da Colico.

### Imbarcadero
Vi sono due imbarcaderi a Colico: Colico piano e Piona.

## Amministrazione
| Periodo | Periodo  | Primo cittadino | Partito                                          | Carica  | Note |
| ------- | -------- | --------------- | ------------------------------------------------ | ------- | ---- |
| 1993    | 2001     | Ugo Parolo      | Lega Nord                                        | Sindaco |      |
| 2001    | 2006     | Milo Crespi     | Lista civica Intesa per Colico                   | Sindaco |      |
| 2006    | 2011     | Alfonso Curtoni | Lista civica di centrosinistra Vicini alla gente | Sindaco |      |
| 2011    | 2016     | Raffaele Grega  | Lista civica di centrosinistra Progetto Colico   | Sindaco |      |
| 2016    | in corso | Monica Gilardi  | Lista civica di centrodestra Noi per Colico      | Sindaca |      |

### Gemellaggi
- Wolfegg[32]